# Aspidoscelis gularis
Aspidoscelis gularis е вид влечуго от семейство Teiidae. Видът не е застрашен от изчезване.

## Разпространение и местообитание
Разпространен е в Мексико и САЩ.
Обитава места с песъчлива и суха почва, пустинни области, склонове, ливади, храсталаци, степи и плата.

## Описание
Популацията на вида е стабилна.